# Tenango de las Flores
Tenango de las Flores es una localidad perteneciente al municipio de Huauchinango, que se encuentra al norte del Estado de Puebla, en México. Los orígenes de la toponimia se deben a la mezcla de dos lenguas; una el náhuatl y la otra castellano donde Tenango (en náhuatl Tenamitl que significa amurallado y Co que significa lugar, uniendo las dos raíces en náhuatl significa "lugar amurallado") y de las flores que tiene su denominación castellana al tratarse de un lugar donde se produce Planta ornamental.

## Política
Tenango de las Flores tubo el nombramiento de junta auxiliar siendo el presidente auxiliar el C. René Eslava Maldonado, desde el año 2019 hasta 2022. 
Mismo nombramiento de junta auxiliar ya no es funcional, ya que la cantidad de población requiere de más servicios funcionales, además de una planeación urbana que cubra las expectativas a futuro. 
Los partidos políticos que se encuentran en la Junta auxiliar son cambiantes de acuerdo al trienio municipal y los otros órdenes de gobierno, siendo la población la que corresponde a la situación política del momento y sirviéndose de acuerdo a sus intereses comunitarios.

## Geografía
La ubicación exacta de Tenango de las Flores es 20°12′16.5″ N 97°59′14.8″ O, 20.204590, -97.987449 se encuentra al norte del Estado de Puebla y forma parte de la región tres del Bosque Mesófilo de Montaña, a diez kilómetros del municipio de Huauchinango y a un kilómetro y medio del municipio de Juan Galindo. Las colindancias son: al noroeste con la Ciudad de Juan Galindo, al sureste con la Junta Auxiliar de Las Colonias de Hidalgo, al sur con la Junta Auxiliar de Papatlazolco y al este con la Junta Auxiliar de Cuautla.
La zona donde se encuentra ubicada está a una altitud de kilómetro y medio sobre el nivel del mar. La mayor parte de Orografía está constituida por llanuras, terrenos irregulares siendo la única zona que no cuenta con muchas montañas, las elevaciones máximas son cimas. Así mismo es parte del Sistema Hidroeléctrico de Juan Galindo, teniendo una de las principales presas del sistema, misma que se encuentra al sur de la Zona.

## Flora y fauna
Tenango de las Flores cuenta con una altura que le permite tener un clima propicio para el desarrollo de una fauna exuberante y diversa, además de tener factores hidrológicos favorables para plantas, árboles y flores. Tenango cuenta con la mayor parte de especies de plantas que se encuentran en la República Mexicana,[cita requerida] además de la producción de Plantas de Ornato. En fauna conforme han pasado los años la deforestación y crecimiento urbano a demeritado y desterrado a especies endémicas y comunes del área.[cita requerida]

## Economía
La actividad principal es la producción, venta y transportación de plantas a diversas partes de México. Por la misma importancia de su actividad la población cuenta con un mercado de plantas. Los otros sectores económicos son:
- Comercio informal
- Pesca
- Albañilería
- Transporte público
- Docencia
- Otros

Otro sector comercial indirecto es el turismo, el cual ha atraído turistas de la región y de otros estados, mismos que complementan al comercio interno del poblado y demás municipios colindantes. Tenango de las Flores es un paso que conecta al municipio de Tlaola.
De acuerdo a la Secretaría de Desarrollo Social e INEGI, la localidad se encuentra en un rango de Marginación Alto con la Clave 210710027.

## Salud
La comunidad sólo cuenta con un Centro de Salud comunitario sin servicios integrales, solo cuenta con dos consultorios, por lo que la oportunidad de médicos privados ha ido en crecimiento.

## Religión
La población cuenta con seis templos, tres templos de cristianismo americanizado y dos templos de cristianismo romano y un templo de testigos de Jehová. Se encuentra dividida en: 60% del cristianismo americanizado, 30% de cristianismo romano, 9% de testigos de Jehová y 1% otras.[cita requerida]

## Educación
Sólo se cuenta con educación básica:
- Jardin de niños Xochitlale
- Preescolar Miguel Salas
- Primaria Ignacio Zaragoza turno matutino
- Primaria "24 de Febrero" turno vespertino
- Primara Justo Sierra
- Primaria Narciso Mendoza
- Secundaria Técnica n.º 14
- Bachillerato General Francisco Javier Badillo Aguilar